# Atentado de 20 de Julho
O Atentado de 20 de julho foi um atentado fracassado em 20 de julho de 1944 contra Adolf Hitler, líder da Alemanha Nazista, dentro de uma cabana na Toca do Lobo em Wolfsschanze, o Quartel General Secreto de Hitler na Prússia Oriental. O líder da conspiração, Claus von Stauffenberg, tentou matar Hitler detonando um explosivo escondido em uma maleta. No entanto, devido à localização da bomba no momento da detonação, a explosão causou apenas ferimentos leves em Hitler. A tentativa de golpe subsequente dos planejadores também falhou e resultou em um expurgo da Wehrmacht. 
O atentado fez parte de um golpe de estado baseado na chamada Operação Valquíria. O atentado mostrou o aumento significativo da resistência alemã contra o governo nazista. Stauffenberg levou uma bomba em uma pasta para uma reunião de lideranças e a deixou próxima de Hitler. Ao explodir, Stauffenberg pensava que Hitler havia morrido, e horas depois declarou aos oficiais que sua força de comando estava assumindo o controle da Alemanha. Os conspiradores pretendiam assinar uma rendição condicional (cessar fogo) com os Aliados e concentrar todas as tropas alemãs na guerra contra a União Soviética, precisando fazer isto antes que o Exército Vermelho invadisse a Europa central e chegasse à Berlim. Entretanto, Hitler havia sobrevivido, e mais tarde foi descoberto a lista de conspiradores.
Entre os mais de 200 executados diretamente por causa do levante estavam o marechal de campo Erwin von Witzleben, dezenove generais, vinte e seis coronéis (incluindo Stauffenberg), dois embaixadores, sete diplomatas, um ministro, três secretários de Estado e o chefe do Escritório de Polícia Criminal do Reich. Além deles, nas semanas seguintes, cerca de sete mil pessoas seriam presas e o total de mortos nas represálias nazistas chegou a quase cinco mil (incluindo aqueles que faleceram em prisões e campos de concentração).

## Contexto

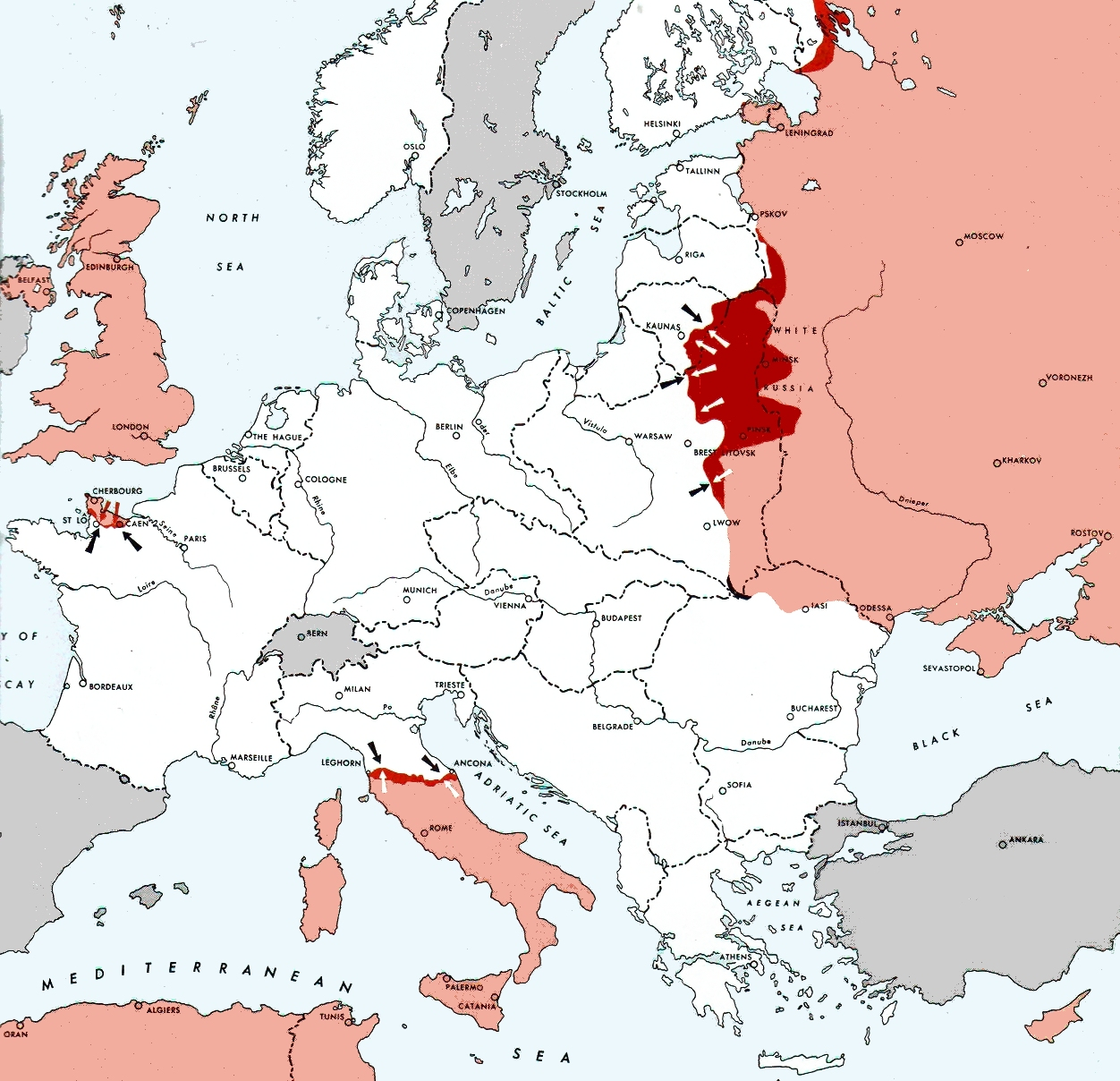
Frentes de batalha na Europa em 15 de julho de 1944. No leste, os Soviéticos haviam lançado a Operação Bagration e no oeste, os Aliados Ocidentais desembarcaram na Normandia.

Desde 1938, existiam grupos dentro do Exército alemão e da Organização de Inteligência Militar que conspiravam para derrubar o regime nazista. Entre os líderes iniciais desses planos estavam o Major-General Hans Oster, o Coronel-General Ludwig Beck e o Marechal de Campo Erwin von Witzleben. Eles estabeleceram contatos com civis proeminentes, como Carl Goerdeler, ex-prefeito de Leipzig, e Helmuth James von Moltke, bisneto do herói da Guerra Franco-Prussiana. Esses grupos militares trocavam ideias com círculos de resistência civil, política e intelectual, como o Kreisauer Kreis, que se reunia na propriedade da família Moltke. Moltke, no entanto, era contra o assassinato de Adolf Hitler, defendendo que ele fosse julgado, argumentando que matá-lo seria hipócrita, já que o nazismo havia transformado o mal em um sistema.
Os planos para um golpe e para evitar que Hitler iniciasse uma nova guerra mundial foram desenvolvidos em 1938 e 1939, mas foram abortados devido à indecisão do General Franz Halder e do Marechal de Campo Walther von Brauchitsch, além da falha das potências ocidentais em se opor às agressões de Hitler até 1939. Em 1942, um novo grupo conspirador surgiu, liderado pelo Coronel Henning von Tresckow, que recrutou opositores ao regime dentro do Estado-Maior do Grupo de Exércitos Centro. Apesar dos esforços, os conspiradores enfrentavam o desafio de se aproximar de Hitler, que estava fortemente protegido. No mesmo ano, Oster e Tresckow conseguiram reconstruir uma rede de resistência eficaz, com a adesão crucial do General Friedrich Olbricht, que controlava um sistema de comunicação independente com unidades de reserva na Alemanha.
Em 1943, Tresckow e Olbricht elaboraram um plano para assassinar Hitler durante sua visita à sede do Grupo de Exércitos Centro em Smolensk, colocando uma bomba em seu avião (Operação Spark). No entanto, a bomba não detonou, e uma segunda tentativa, uma semana depois, também falhou. Esses fracassos desmoralizaram os conspiradores. Ao longo de 1943, Tresckow tentou, sem sucesso, recrutar comandantes de campo como os Marechais Erich von Manstein e Gerd von Rundstedt para apoiar um golpe. Ele também pressionou o Marechal Günther von Kluge, que, embora às vezes concordasse, sempre se mostrava indeciso no momento crucial. Apesar das recusas, nenhum dos marechais denunciou as atividades traiçoeiras dos conspiradores à Gestapo ou a Hitler.

### Motivação e objetivos

#### Oposição a Hitler e às políticas nazistas
A principal motivação dos conspiradores do atentado de 20 de julho era remover Hitler do poder, mas suas razões variavam. A maioria dos envolvidos eram nacionalistas conservadores, idealistas, mas nem sempre democráticos. Alguns historiadores, como Martin Borschat, argumentam que a conspiração foi impulsionada por elites aristocráticas que, inicialmente integradas ao regime nazista, perderam influência durante a guerra e buscavam recuperá-la. No entanto, no caso de Stauffenberg, um dos líderes do plano, a motivação principal era a desonra que os crimes de guerra nazistas trouxeram à Alemanha e ao seu exército. O grupo era heterogêneo, incluindo democratas liberais, conservadores, social-democratas e até comunistas, unidos pelo objetivo comum de derrubar Hitler e encerrar a guerra rapidamente. Em abril de 1944, Stauffenberg chegou a estabelecer contatos com o Partido Comunista da Alemanha (KPD), através dos social-democratas Adolf Reichwein e Julius Leber, mostrando a diversidade ideológica da resistência.

#### Demandas territoriais
Entre as demandas consideradas pelos conspiradores para negociações com os Aliados estavam a restauração das fronteiras alemãs de 1914 com Bélgica, França e Polônia, além da recusa a pagar reparações de guerra. Como grande parte da resistência alemã, os conspiradores de 20 de julho acreditavam na ideia de uma "Grande Alemanha" e exigiam que os Aliados reconhecessem a incorporação de territórios como Áustria, Alsácia-Lorena, Sudetos e áreas polonesas anexadas após 1918, além da restauração de algumas colônias ultramarinas. Eles defendiam uma Europa sob hegemonia alemã, refletindo visões nacionalistas e expansionistas.
No entanto, as opiniões sobre a Polônia eram divergentes. Enquanto alguns conspiradores desejavam restaurar as fronteiras de 1914, outros consideravam essas demandas irreais e propunham ajustes. Friedrich-Werner Graf von der Schulenburg, por exemplo, defendia a anexação completa do território polonês pela Alemanha. Para a Polônia, que lutava contra a ocupação nazista, essas demandas territoriais e visões nacionalistas dos conspiradores não eram muito diferentes das políticas racistas de Hitler. Stauffenberg, em 1939, durante a campanha na Polônia, já havia expressado apoio à colonização sistemática do território polonês, mostrando que algumas ideias dos conspiradores ainda refletiam o expansionismo alemão.

#### Visão política para a Alemanha pós-Hitler
Muitos dos envolvidos no atentado de 20 de julho haviam ajudado os nazistas a chegar ao poder e compartilhavam objetivos revisionistas na política externa. Mesmo no momento do atentado, muitos eram antidemocráticos e pretendiam substituir Hitler por um governo conservador-autoritário, baseado em uma aristocracia governante. Eles se opunham à legitimação popular ou à participação das massas na governança do Estado, refletindo uma visão elitista e autoritária do poder. Apesar de buscarem o fim do regime nazista, suas propostas para o futuro da Alemanha não incluíam uma democracia plena, mas sim um sistema que mantivesse o controle nas mãos de uma elite tradicional.

##### Programa político
O programa político do governo planejado foi delineado em um rascunho de declaração de política governamental, consistindo em doze pontos:
1. Restauração do Estado de direito, independência dos tribunais, proteção da segurança pessoal e patrimonial, dissolução dos campos de concentração, prevenção da lei do linchamento,
2. Combate à corrupção, restituição de obras de arte saqueadas, fim da perseguição aos judeus, punição de crimes de guerra,
3. Dissolução do Ministério do Reich para a Iluminação Pública e Propaganda e fim dos relatórios de propaganda sobre o curso da guerra,
4. Separação entre igreja e estado, uma mentalidade cristã como base para as políticas, liberdade de imprensa,
5. Restauração da educação cristã pelos pais,
6. Redução da burocracia, examinação e possível punição, demissão ou transferência de todos os funcionários nomeados e promovidos a partir de 1º de janeiro de 1933, especialmente membros do partido nazista,
7. Transformação das províncias da Prússia e estados em Reichsgaue, autogoverno local para os Reichsgaue, distritos e municípios sob a supervisão de Reichsstatthalter,
8. Restauração da plena liberdade econômica após a guerra, proteção da propriedade privada, medidas econômicas planejadas apenas em condições de escassez relacionadas à guerra,
9. Política social responsável e consciente nas mãos dos Reichsgaue e sindicatos,
10. Fim da dívida nacional por meio de aumentos de impostos e políticas de austeridade, acordo internacional sobre o pagamento da dívida,
11. Continuação da guerra apenas para fins de defesa,
12. Início de negociações de paz com os Aliados Ocidentais, punição dos alemães responsáveis pela Segunda Guerra Mundial.[18]

## Conspiração e planejamento

### Von Stauffenberg junta-se ao plano

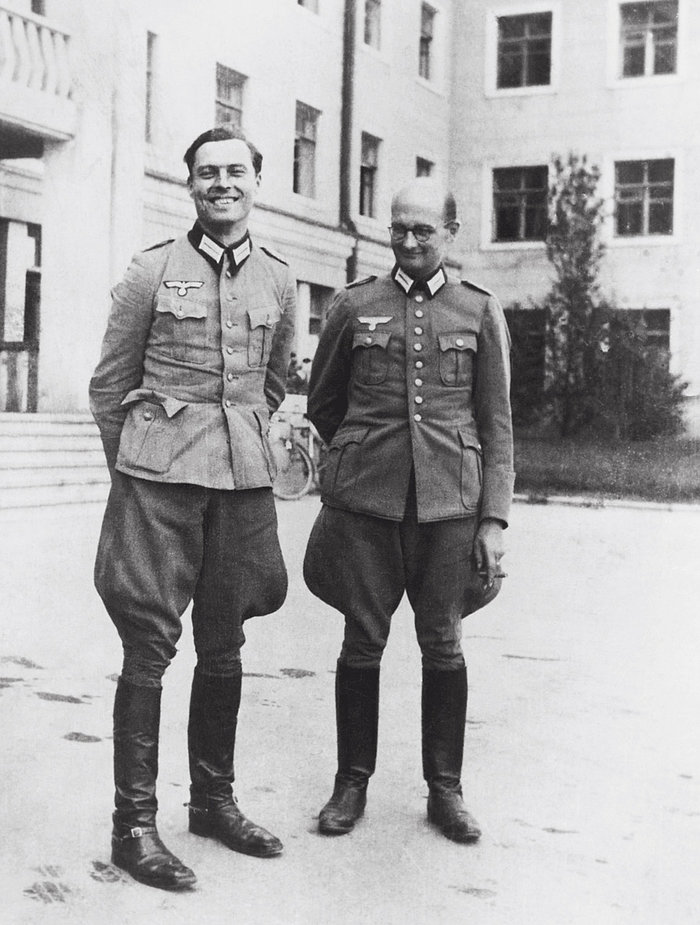
Stauffenberg com Albrecht Mertz von Quirnheim em junho de 1944.

Em meados de 1943, a guerra começou a se voltar decisivamente contra a Alemanha. Os conspiradores do exército e seus aliados civis estavam convencidos de que Hitler deveria ser assassinado para que um governo aceitável pelos Aliados ocidentais fosse formado, permitindo a negociação de uma paz separada e evitando uma invasão soviética na Alemanha. Em agosto de 1943, Tresckow conheceu, pela primeira vez, um jovem oficial do Estado-Maior chamado Tenente-Coronel Claus von Stauffenberg. Gravemente ferido no Norte da África, Stauffenberg era um conservador político e nacionalista alemão fervoroso.
Desde o início de 1942, Stauffenberg compartilhava duas convicções com muitos oficiais militares: que a Alemanha estava sendo levada ao desastre e que a remoção de Hitler do poder era necessária. Após a Batalha de Stalingrado, em dezembro de 1942, ele concluiu que o assassinato do Führer era um mal moral menor do que permitir que Hitler continuasse no poder. Stauffenberg trouxe um novo tom de decisão ao movimento de resistência. Quando Tresckow foi transferido para a Frente Oriental, Stauffenberg assumiu a responsabilidade de planejar e executar a tentativa de assassinato.

### Novo plano
Olbricht propôs uma nova estratégia para organizar um golpe contra Hitler. O Exército de Reserva (Ersatzheer) tinha um plano operacional chamado Operação Valquíria, que seria usado caso os bombardeios aliados causassem uma ruptura na ordem pública ou uma revolta dos milhões de trabalhadores forçados dos países ocupados usados nas fábricas alemãs. Olbricht sugeriu que esse plano poderia ser adaptado para mobilizar o Exército de Reserva com o objetivo de realizar o golpe.
Em agosto e setembro de 1943, Tresckow elaborou o plano "revisado" da Operação Valquíria e novas ordens complementares. Uma declaração secreta começava com as palavras: "O Führer Adolf Hitler está morto! Um grupo traiçoeiro de líderes do partido tentou explorar a situação, atacando nossos soldados combatentes pelas costas para tomar o poder para si." Instruções detalhadas foram escritas para a ocupação de ministérios do governo em Berlim, do quartel-general de Heinrich Himmler na Prússia Oriental, de estações de rádio, escritórios telefônicos e outros aparatos nazistas, além de campos de concentração.
Anteriormente, acreditava-se que Stauffenberg era o principal responsável pelo plano Valquíria, mas documentos recuperados pela União Soviética após a guerra e divulgados em 2007 sugerem que o plano foi desenvolvido por Tresckow no outono de 1943. Todas as informações escritas eram manipuladas pela esposa de Tresckow, Erika, e por sua secretária, Margarethe von Oven. Ambas usavam luvas para evitar deixar impressões digitais. Tresckow já havia tentado assassinar Hitler em pelo menos duas ocasiões anteriores. O primeiro plano era atirar nele durante um jantar no campo base do exército, mas foi abortado porque se acreditava que Hitler usava um colete à prova de balas. Os conspiradores também consideraram envenená-lo, mas isso era impossível, pois sua comida era preparada com atenção especial e ele tinha provadores. Eles concluíram que uma bomba-relógio era a única opção viável.
A Operação Valquíria só poderia ser posta em prática pelo próprio Hitler ou pelo General Friedrich Fromm, comandante do Exército de Reserva. Portanto, Fromm teria que ser conquistado para a conspiração ou neutralizado de alguma forma para que o plano tivesse sucesso.

### Tentativas anteriores fracassadas
Durante 1943 e no início de 1944, Tresckow e Stauffenberg organizaram pelo menos cinco tentativas de aproximar um dos conspiradores militares de Hitler, por tempo suficiente para matá-lo com granadas de mão, bombas ou um revólver:
- 13 de março de 1943, por von Tresckow[26][27]
- 21 de março de 1943 por Rudolf Christoph Freiherr von Gersdorff[26][27]
- final de novembro de 1943 por Axel Freiherr von dem Bussche-Streithorst[27]
- Fevereiro de 1944 por Ewald-Heinrich von Kleist-Schmenzin
- 11 de março de 1944 por Eberhard Freiherr von Breitenbuch

À medida que a situação da guerra se deteriorava, Hitler não aparecia mais em público e raramente visitava Berlim. Ele passava a maior parte do tempo em seu quartel-general no Wolfsschanze (Toca do Lobo) próximo de Rastenburg, na Prússia Oriental, pausando apenas para visitar seu retiro nas montanhas da Baviera em Obersalzberg, próximo de Berchtesgaden. Em ambos os lugares, ele era fortemente vigiado e raramente via pessoas que não conhecia ou em quem não confiava. Heinrich Himmler e a Gestapo estavam cada vez mais desconfiados de conspirações contra Hitler e, com razão, suspeitavam dos oficiais do Estado-Maior, que de fato eram a fonte de muitas conspirações contra ele.

### Preparações
No verão de 1944, a Gestapo estava se aproximando dos conspiradores. Quando Stauffenberg enviou uma mensagem a Tresckow por meio do tenente Heinrich Graf von Lehndorff-Steinort perguntando se ainda havia razão para tentar assassinar Hitler, já que nenhum propósito político seria alcançado, Tresckow respondeu:
"O assassinato deve ser tentado, coûte que coûte [a qualquer custo]. Mesmo que falhe, devemos agir em Berlim, pois o propósito prático já não importa mais; o que importa agora é que o movimento de resistência alemão deve dar o salto diante dos olhos do mundo e da história. Comparado a isso, nada mais importa."
Himmler teve pelo menos uma conversa com um conhecido opositor quando, em agosto de 1943, o ministro das Finanças da Prússia, Johannes Popitz, envolvido na rede de Goerdeler, foi vê-lo e ofereceu o apoio da oposição caso ele tomasse medidas para derrubar Hitler e garantir um fim negociado para a guerra. Nada resultou desse encontro, mas Popitz não foi imediatamente preso (embora tenha sido executado no final da guerra), e Himmler aparentemente não fez nada para desmantelar a rede de resistência que sabia estar operando dentro da burocracia do Estado.
É possível que Himmler, que já sabia até o final de 1943 que a guerra era impossível de vencer, tenha permitido que o plano avançasse na crença de que, se tivesse sucesso, ele se tornaria o sucessor de Hitler e poderia negociar um acordo de paz. O próprio Himmler, em abril de 1945, tentaria negociar uma paz separada com os Aliados para permanecer no poder de alguma forma, mas essa tentativa foi rejeitada, pois os Aliados continuavam a exigir uma rendição incondicional, impedindo qualquer acordo negociado.
Popitz não foi o único a ver Himmler como um possível aliado. O general von Bock aconselhou Tresckow a buscar seu apoio, mas não há evidências de que ele tenha feito isso. Goerdeler aparentemente também mantinha contato indireto com Himmler por meio de um conhecido em comum, Carl Langbehn. O biógrafo de Wilhelm Canaris, Heinz Höhne, sugere que Canaris e Himmler estavam colaborando para promover uma mudança de regime, mas isso continua sendo uma especulação.
Tresckow e o círculo interno de conspiradores não tinham intenção de remover Hitler apenas para vê-lo ser substituído pelo temido e implacável chefe da SS, e o plano era matar os dois, se possível. Tanto que a primeira tentativa de Stauffenberg, em 11 de julho, foi abortada porque Himmler não estava presente.

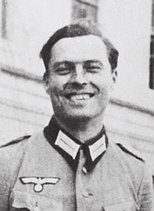
Oberst Claus von Stauffenberg

Os co-conspiradores
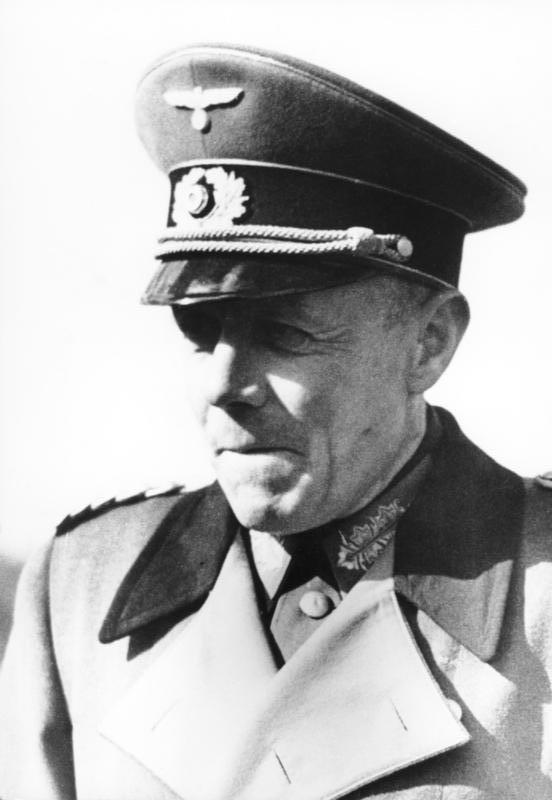
Generaloberst Ludwig Beck
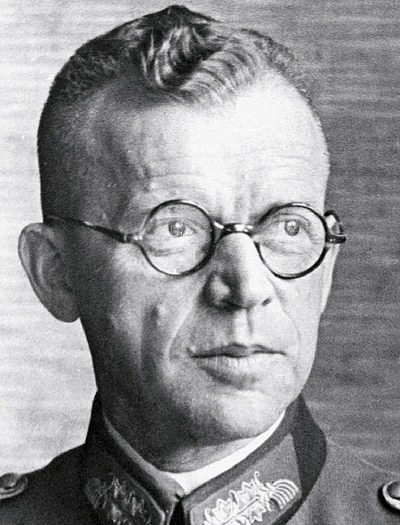
General der Nachrichtentruppe Erich Fellgiebel
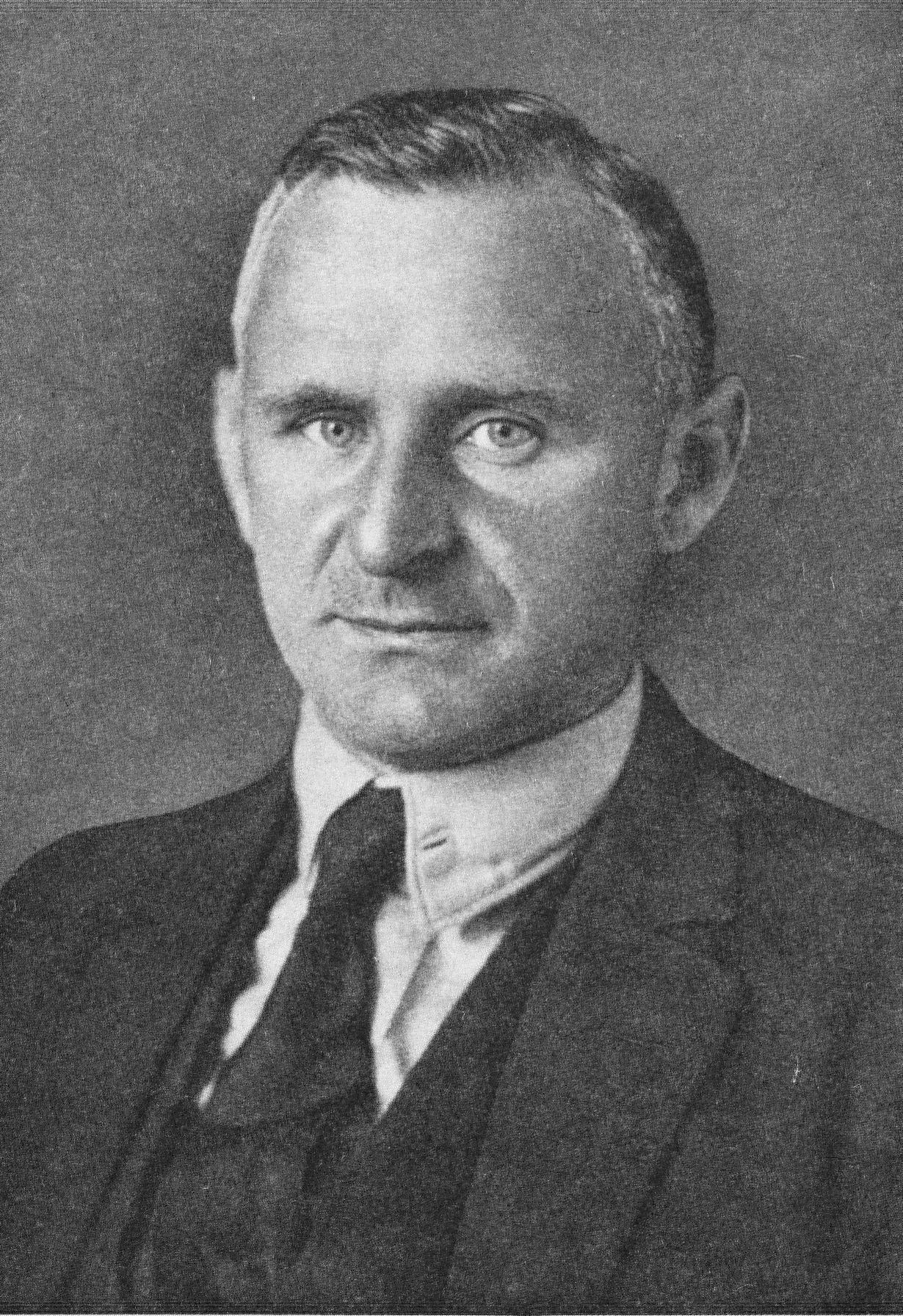
Carl Friedrich Goerdeler
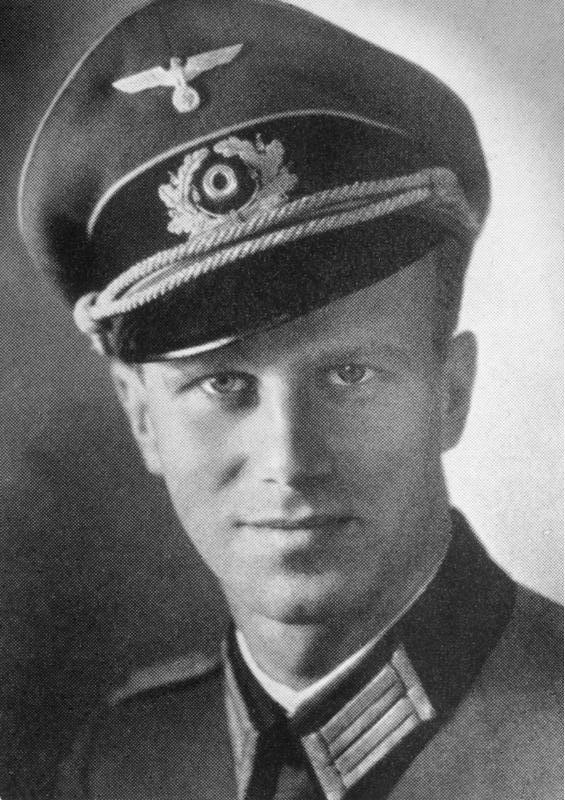
Oberleutnant Werner von Haeften
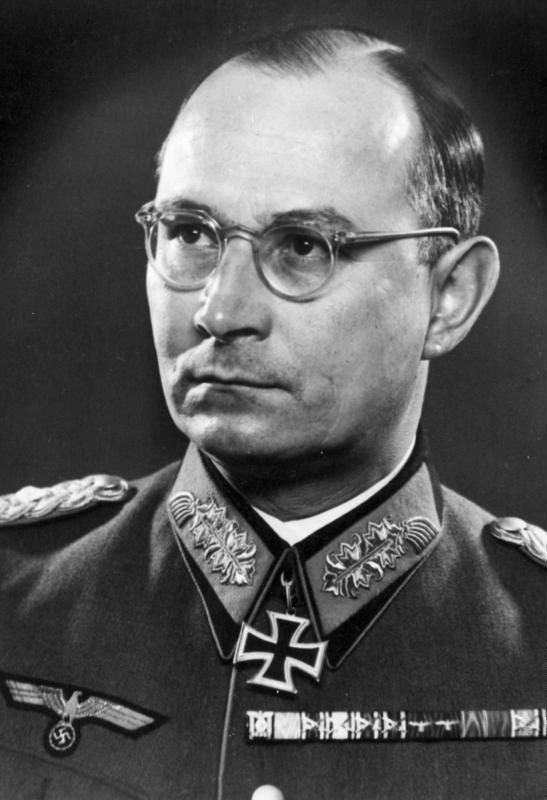
General der Infanterie Friedrich Olbricht
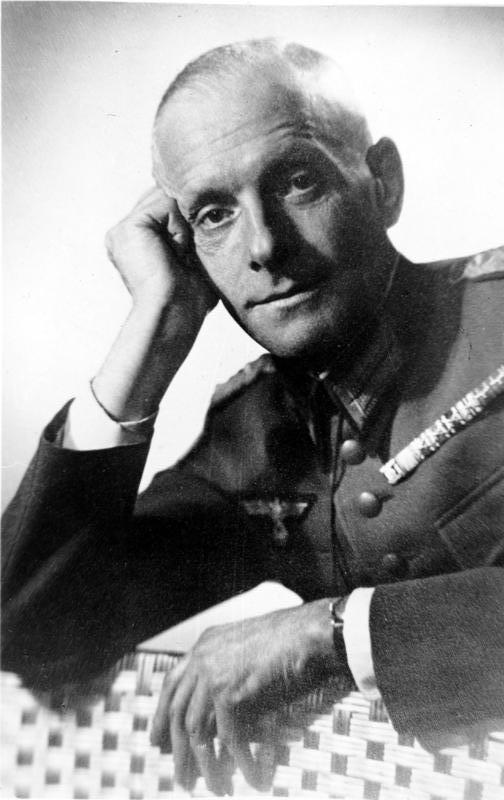
Generalmajor Hans Oster
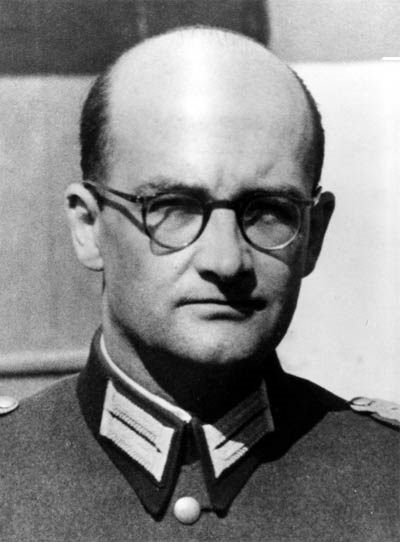
Oberst Albrecht Mertz von Quirnheim
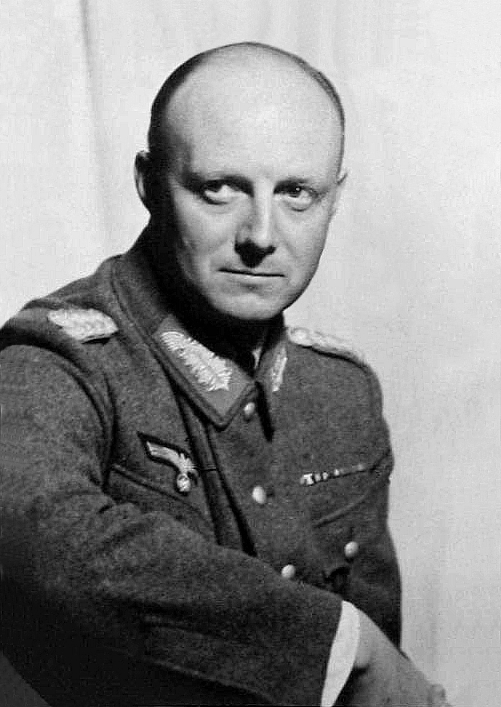
Generalmajor Henning von Tresckow
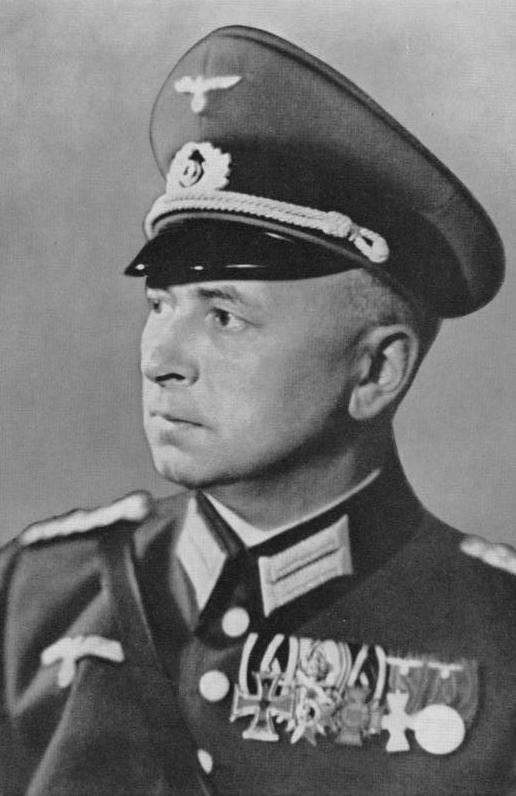
General der Artillerie Eduard Wagner
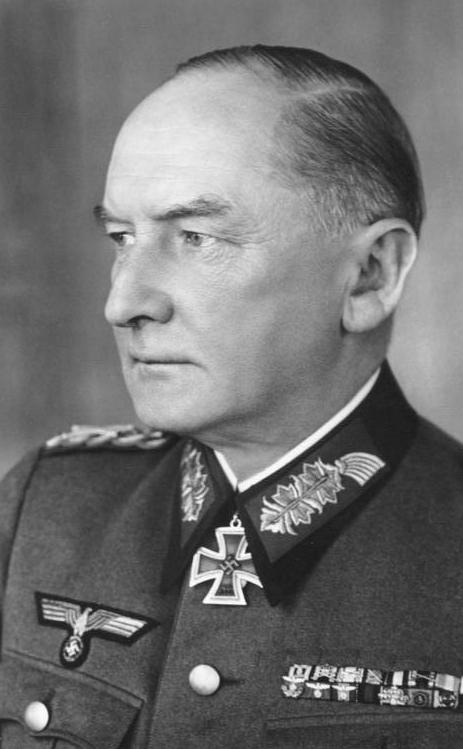
Generalfeldmarschall Erwin von Witzleben

## Prelúdio

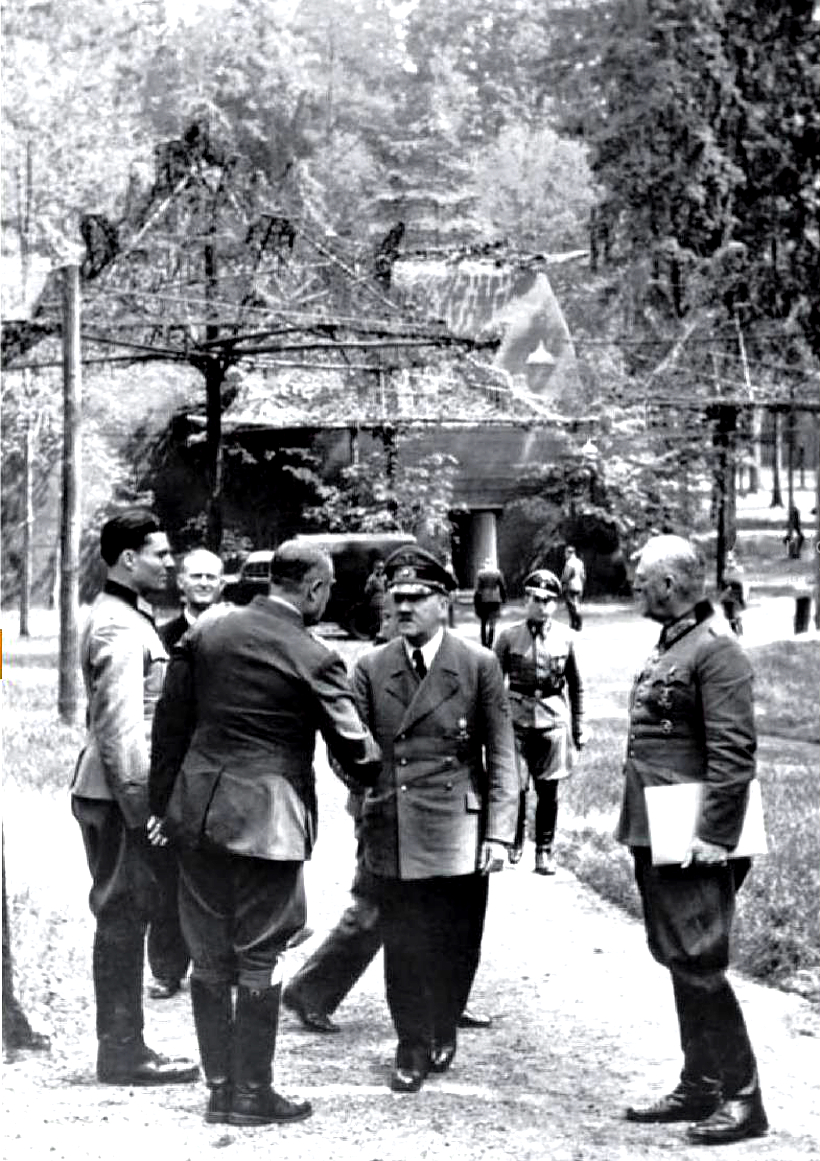
Encontro em Rastenburg, em 15 de julho de 1944. Hitler está apertando a mão do general Karl Bodenschatz, acompanhado pelo Coronel Stauffenberg (esquerda) e pelo marechal Wilhelm Keitel (direita). Nesse momento, Stauffenberg já portava as duas bombas que usaria cinco dias mais tarde. Bodenschatz foi gravemente ferido no atentado.

### Primeira semana de julho
Em 1 de julho de 1944, num sábado, o Coronel Stauffenberg foi nomeado Chefe do Estado-Maior do General Friedrich Fromm no quartel-general do Exército de Reserva, localizado na Bendlerstraße, no centro de Berlim. Essa posição permitia que Stauffenberg participasse das conferências militares de Hitler, seja no Wolfsschanze, na Prússia Oriental, ou em Berchtesgaden, o que lhe daria uma oportunidade — talvez a última que surgiria — para matar Hitler com uma bomba ou uma pistola.
Enquanto isso, novos aliados-chave haviam sido conquistados. Entre eles estava o general Carl-Heinrich von Stülpnagel, comandante militar alemão na França, que assumiria o controle de Paris após a morte de Hitler e, assim esperavam os conspiradores, negociaria um armistício imediato com os exércitos Aliados invasores.

### Tentativas abortadas
O plano já estava totalmente preparado. No dia 7 de julho de 1944, o general Helmuth Stieff deveria matar Hitler durante uma apresentação de novos uniformes no castelo de Klessheim, perto de Salzburgo. No entanto, Stieff não teve coragem de executar o assassinato. Foi então que Stauffenberg decidiu assumir ambas as tarefas: matar Hitler e gerenciar o golpe em Berlim.
No dia 14 de julho, Stauffenberg compareceu a uma conferência de Hitler carregando uma bomba em sua pasta. Porém, como os conspiradores haviam decidido que Heinrich Himmler e Hermann Göring deveriam ser mortos simultaneamente para que a mobilização da Operação Valquíria tivesse chance de sucesso, ele hesitou no último momento ao perceber que Himmler não estava presente. De fato, era incomum que Himmler participasse das conferências militares.
No dia 15 de julho, Stauffenberg voou novamente para o Wolfsschanze e a exigência de eliminar Himmler e Göring junto com Hitler foi descartada. O plano agora era que Stauffenberg posicionasse a pasta com a bomba na sala de conferência de Hitler com o temporizador ativado, se retirasse da reunião, aguardasse a explosão e então voasse de volta para Berlim, onde se juntaria aos outros conspiradores no Bendlerblock. A Operação Valquíria seria acionada, o Exército de Reserva tomaria o controle da Alemanha e os outros líderes nazistas seriam presos. Beck seria nomeado chefe de Estado provisório, Goerdeler se tornaria chanceler e Witzleben assumiria o comando das forças armadas.
Novamente, em 15 de julho, a tentativa foi cancelada no último momento. Himmler e Göring estavam presentes, mas Hitler foi chamado para fora da sala no instante final. Stauffenberg conseguiu recuperar a bomba e evitar que fosse descoberta.

## O Atentado

### A reunião
| 1. Führer Adolf Hitler, 2. Tenente-General Adolf Heusinger, 3. General Gunther Korten, 4. Coronel Heinz Brandt, 5. General Karl Bodenschatz, 6. Tenente-Coronel Heinz Waizenegger, 7. Major-General Rudolf Schmundt, 8. Capitão Heinrich Borgmann, 9. General Walther Buhle, 10. Almirante Karl-Jesco von Puttkamer, 11. Heinrich Berger (estenógrafo), 12. Capitão Heinz Assmann, 13. Major Ernst John von Freyend, 14. Major-General Walter Scherff, 15. Almirante Hans-Erich Voss, 16. Major Otto Günsche (ajudante de Hitler), 17. Coronel Nicolaus von Below, 18. Tenente-General Hermann Fegelein, 19. Heinz Buchholz, estenógrafo, 20. Major Herbert Büchs, 21. Franz von Sonnleithner (representante do Ministério das Relações Exteriores), 22. General Walter Warlimont, 23. General Alfred Jodl, 24. Marechal-de-campo Wilhelm Keitel. |

Posições aproximadas dos participantes da reunião em relação à bomba na maleta quando ela explodiu:
1. Führer Adolf Hitler,
2. Tenente-General Adolf Heusinger,
3. General Gunther Korten,
4. Coronel Heinz Brandt,
5. General Karl Bodenschatz,
6. Tenente-Coronel Heinz Waizenegger,
7. Major-General Rudolf Schmundt,
8. Capitão Heinrich Borgmann,
9. General Walther Buhle,
10. Almirante Karl-Jesco von Puttkamer,
11. Heinrich Berger (estenógrafo),
12. Capitão Heinz Assmann,
13. Major Ernst John von Freyend,
14. Major-General Walter Scherff,
15. Almirante Hans-Erich Voss,
16. Major Otto Günsche (ajudante de Hitler),
17. Coronel Nicolaus von Below,
18. Tenente-General Hermann Fegelein,
19. Heinz Buchholz, estenógrafo,
20. Major Herbert Büchs,
21. Franz von Sonnleithner (representante do Ministério das Relações Exteriores),
22. General Walter Warlimont,
23. General Alfred Jodl,
24. Marechal-de-campo Wilhelm Keitel.

Em 18 de julho, chegou ao coronel Stauffenberg rumores de que a Gestapo tinha conhecimento da conspiração e que ele poderia ser preso a qualquer momento — isso aparentemente não era verdade, mas havia uma sensação de que a rede estava se fechando e que a próxima oportunidade de matar Hitler deveria ser aproveitada, pois talvez não houvesse outra. Na manhã de quinta-feira, 20 de julho, Stauffenberg voou de volta para o Wolfsschanze para mais uma conferência militar com Hitler, mais uma vez levando uma bomba em sua pasta. Em torno de 11h00 horas, o avião de Stauffenberg pousou no Campo Militar de Rastenburg, próximo ao Wolfsschanze. Às 11h30, Stauffenberg chega ao bunker, sendo que ele acreditava possuir mais de uma hora para armar as bombas. O coronel foi recebido pelo seu superior, o Marechal-de-Campo Wilhelm Keitel, que lhe disse que a reunião foi adiantada em meia hora pois o Führer Adolf Hitler receberia Benito Mussolini e planejava almoçar com ele.
Por volta das 12h30, quando a conferência começou, Stauffenberg pediu para usar um banheiro no escritório do marechal Keitel, dizendo que precisava trocar a camisa, que de fato estava encharcada de suor, pois era um dia muito quente. Lá, com a ajuda de von Haeften, ele usou um alicate para esmagar a extremidade de um detonador químico do tipo "lápis", inserido em um bloco de um quilo de explosivo plástico envolto em papel pardo, preparado por Wessel Freytag von Loringhoven. O detonador consistia em um tubo de cobre fino contendo cloreto cúprico, que levaria cerca de dez minutos para corroer silenciosamente o fio que mantinha o percussor afastado da espoleta. O processo foi lento devido aos ferimentos de guerra que custaram a Stauffenberg um olho, sua mão direita e dois dedos da mão esquerda. Interrompido por um guarda batendo na porta para avisá-lo de que a reunião estava prestes a começar, ele não conseguiu armar a segunda bomba, que entregou ao seu ajudante de ordens, o tenente Werner von Haeften.
O coronel Stauffenberg colocou a única bomba armada dentro de sua pasta e, com a assistência involuntária do major Ernst John von Freyend, entrou na sala de conferência, onde estavam Adolf Hitler e vinte oficiais, posicionando a pasta sob a mesa, perto de Hitler. Após alguns minutos, Stauffenberg recebeu uma ligação planejada e deixou a sala. Presume-se que o coronel Heinz Brandt, que estava ao lado de Hitler, tenha usado o pé para mover a pasta, empurrando-a para trás da perna da mesa de conferência. Isso acabou desviando involuntariamente a explosão de Hitler, mas resultou na perda de uma das pernas de Brandt e em sua morte quando a bomba detonou.

Legenda da imagem:
Sobreviventes
Adolf Hitler
Mortos
A maleta com os explosivos

Às 12h42, a bomba explodiu, destruindo a sala de conferência e matando instantaneamente um estenógrafo. Mais de vinte pessoas na sala ficaram feridas e três oficiais morreram posteriormente. Hitler sobreviveu, assim como todos que estavam protegidos da explosão pela perna da mesa de conferência. Suas calças ficaram chamuscadas e rasgadas (como mostrado em uma fotografia abaixo) e ele sofreu um tímpano perfurado (assim como a maioria das outras 24 pessoas na sala), além de conjuntivite no olho direito. O médico pessoal de Hitler, Theodor Morell, administrou penicilina obtida de soldados aliados capturados para tratá-lo; Morell já havia testemunhado a morte de Reinhard Heydrich por septicemia após um atentado dois anos antes.

### Fuga da Toca do Lobo e voo para Berlim

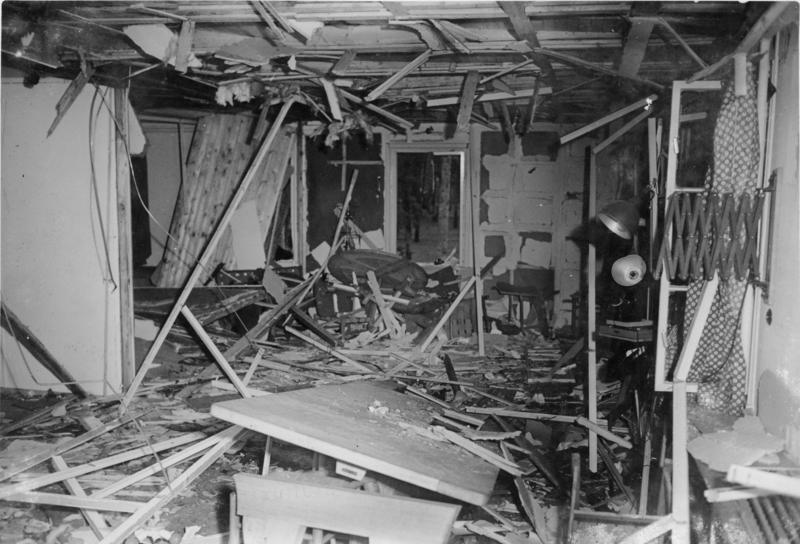
Danos causados por bombas na sala de conferências.

Stauffenberg foi visto saindo do prédio da conferência por Kurt Salterberg, um soldado de guarda que não considerou isso fora do comum, pois os participantes às vezes saíam para buscar documentos. Logo depois, ele viu uma "massiva" nuvem de fumaça, estilhaços de madeira, papéis e homens sendo arremessados por uma janela e uma porta. Ao testemunhar a explosão e a fumaça, Stauffenberg acreditou erroneamente que Hitler estava realmente morto. Ele então entrou em um carro oficial com seu ajudante Werner von Haeften e conseguiu passar por três postos de controle para sair do complexo do Wolfsschanze. Durante a fuga, von Haeften jogou a segunda bomba não armada na floresta enquanto corriam para o aeródromo de Rastenburg, chegando lá antes que pudessem suspeitar que Stauffenberg era o responsável pela explosão. Inicialmente, pensou-se que a explosão havia sido causada por um bombardeio, mas, quando se confirmou que nenhum avião inimigo havia sobrevoado a área e que Stauffenberg estava ausente, a teoria de um atentado ganhou força. Às 13h00, ele já estava a bordo de um Heinkel He 111, voo organizado pelo general Eduard Wagner, a caminho da capital do Reich.
Quando a aeronave de Stauffenberg chegou a Berlim por volta das 16h00, o general Erich Fellgiebel, oficial de comunicações no Wolfsschanze, que estava envolvido no complô, telefonou para o complexo de prédios do Bendlerblock e informou os conspiradores de que Hitler havia sobrevivido à explosão. Como resultado, o plano de mobilizar a Operação Valquíria não teria chance de sucesso, pois os oficiais do Exército de Reserva perceberiam que Hitler ainda estava vivo. No entanto, quando o avião de Stauffenberg pousou, ele telefonou do aeroporto afirmando que Hitler estava de fato morto, o que gerou ainda mais confusão entre os conspiradores do Bendlerblock, que não sabiam em quem acreditar.
Finalmente, às 16h00, o general Friedrich Olbricht emitiu as ordens para a mobilização da Operação Valquíria. No entanto, o hesitante general Fromm telefonou para o marechal de campo Wilhelm Keitel no Quartel-General do Führer e recebeu a confirmação de que Hitler estava vivo. Keitel exigiu saber o paradeiro de Stauffenberg, o que indicava a Fromm que o complô havia sido rastreado até seu quartel-general e que sua vida estava em perigo. Fromm, tentando se proteger, respondeu que acreditava que Stauffenberg estava com Hitler.

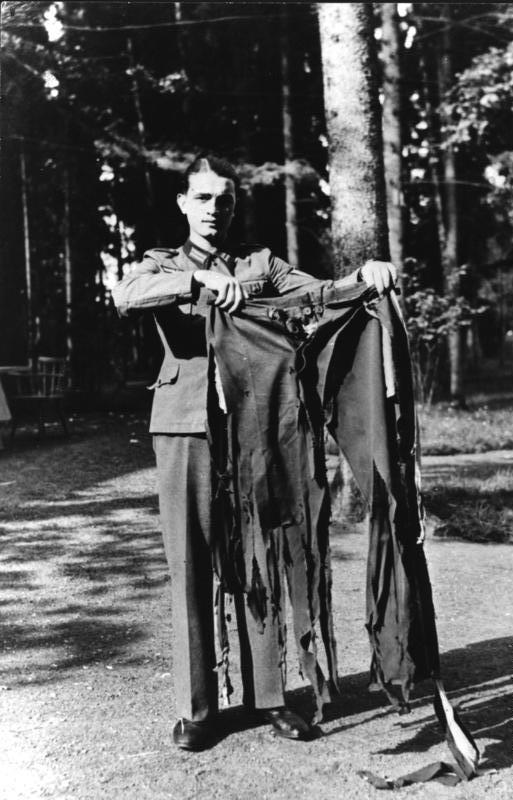
As calças esfarrapadas de Hitler.

Enquanto isso, o general Carl-Heinrich von Stülpnagel, governador militar da França ocupada, conseguiu desarmar a SD e a SS e capturar a maioria de seus líderes. Ele foi ao quartel-general do marechal de campo Günther von Kluge e pediu que ele entrasse em contato com os Aliados, apenas para ser informado de que Hitler estava vivo. Às 16h40, Stauffenberg e Haeften chegaram ao Bendlerblock. Fromm, aparentemente para salvar a própria pele, mudou de lado e tentou prender o coronel e todos os conspiradores no prédio, mas Olbricht e Stauffenberg o impediram sob a mira de armas. Olbricht então nomeou o general Erich Hoepner para assumir suas funções.
Nesse momento, Himmler já havia assumido o controle da situação e emitido ordens cancelando a mobilização da Operação Valquíria. Em muitos locais, no entanto, o golpe continuava, liderado por oficiais que acreditavam que Hitler estava morto. O comandante da cidade de Berlim e conspirador, tenente-general Paul von Hase, ordenou ao batalhão de guarda Großdeutschland, sob o comando do major Otto Ernst Remer, que tomasse a Wilhelmstraße e prendesse o ministro da Propaganda, Joseph Goebbels. Em Viena, Praga e várias outras cidades, tropas ocuparam escritórios do Partido Nazista e prenderam Gauleiters e oficiais da SS.

### O golpe fracassa
Por volta das 18h10, o comandante do Distrito Militar III (Berlim), o general Joachim von Kortzfleisch foi convocado ao Bendlerblock. Furioso, ele recusou as ordens de Olbricht, gritando repetidamente: "O Führer está vivo". Como resultado, foi preso e mantido sob guarda. O general Karl Freiherr von Thüngen foi nomeado em seu lugar, mas acabou sendo praticamente inútil para a conspiração. O general Fritz Lindemann, que deveria fazer um pronunciamento ao povo alemão pelo rádio, não apareceu, e como ele possuía a única cópia do discurso, o general Ludwig Beck teve que redigir um novo.
Às 19h00, Hitler já havia se recuperado o suficiente para fazer ligações telefônicas. Ele telefonou para Joseph Goebbels, no Ministério da Propaganda. Goebbels então organizou uma conversa entre Hitler e o major Otto Ernst Remer, comandante das tropas que cercavam o ministério. Após garantir que ainda estava vivo, Hitler ordenou que Remer retomasse o controle da situação em Berlim e capturasse os conspiradores vivos. O major Remer então deu ordens para que suas tropas cercassem e isolassem o Bendlerblock, mas sem invadir os prédios. Naquele momento, as comunicações do Bendlerblock já haviam sido cortadas. Às 20h00, um furioso marechal Erwin von Witzleben chegou ao Bendlerblock e teve uma discussão acalorada com o coronel Stauffenberg, que ainda insistia que o golpe poderia continuar. Witzleben saiu pouco depois. Por volta do mesmo horário, o plano de tomada do poder em Paris foi abortado quando o marechal de campo Günther von Kluge, recém-nomeado comandante-chefe no Oeste, soube que Hitler estava vivo.

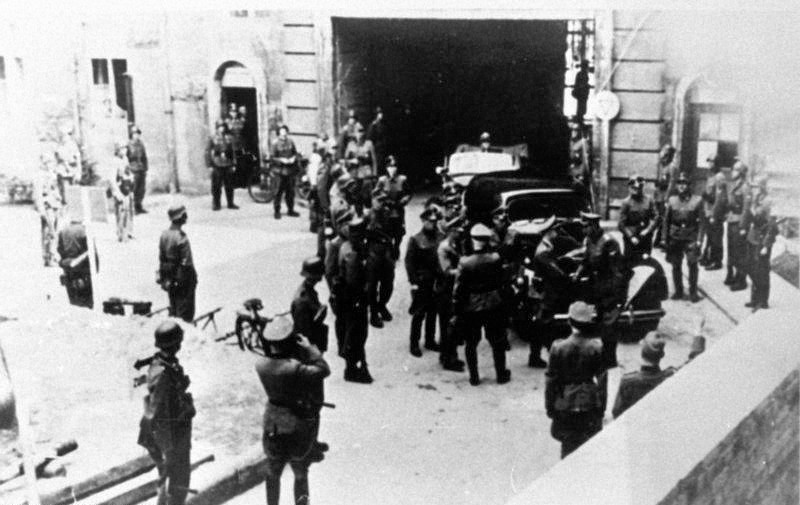
Soldados do exército e da Waffen SS no Bendlerblock, em julho de 1944.

Conforme Remer retomava o controle da cidade e a notícia da sobrevivência de Hitler se espalhava, os membros menos resolutos da conspiração em Berlim começaram a mudar de lado ou a desertar. Fromm foi libertado de seu quarto e começaram tiroteios no Bendlerblock entre oficiais a favor e contra o golpe. Stauffenberg foi ferido durante o confronto. Enquanto a troca de tiros ainda ocorria, Remer e suas tropas chegaram ao prédio e dominaram os conspiradores, prendendo-os. Por volta das 23h00, Fromm e Remer já haviam retomado completamente o controle do local.
Talvez esperando que uma demonstração de lealdade salvasse sua vida, o general Fromm organizou um tribunal militar improvisado, no qual ele próprio atuou como juiz, e sentenciou Olbricht, Stauffenberg, Haeften e o coronel Albrecht Mertz von Quirnheim à morte. Beck foi colocado sob prisão, mas, percebendo que a situação era irreversível, pediu uma pistola e tentou se suicidar. Inicialmente, ele apenas se feriu gravemente, sendo então executado com um tiro no pescoço por soldados. Apesar dos protestos de Remer (que havia recebido ordens de Hitler para prender os conspiradores com vida), às 00h10 do dia 21 de julho, os quatro oficiais condenados foram executados no pátio do Bendlerblock, possivelmente para impedir que revelassem o envolvimento de Fromm. Outras execuções teriam ocorrido porém, às 00h30, soldados da Waffen-SS liderados pelo SS-Obersturmbannführer Otto Skorzeny chegaram e impediram a continuidade das execuções.

## Punições e consequências

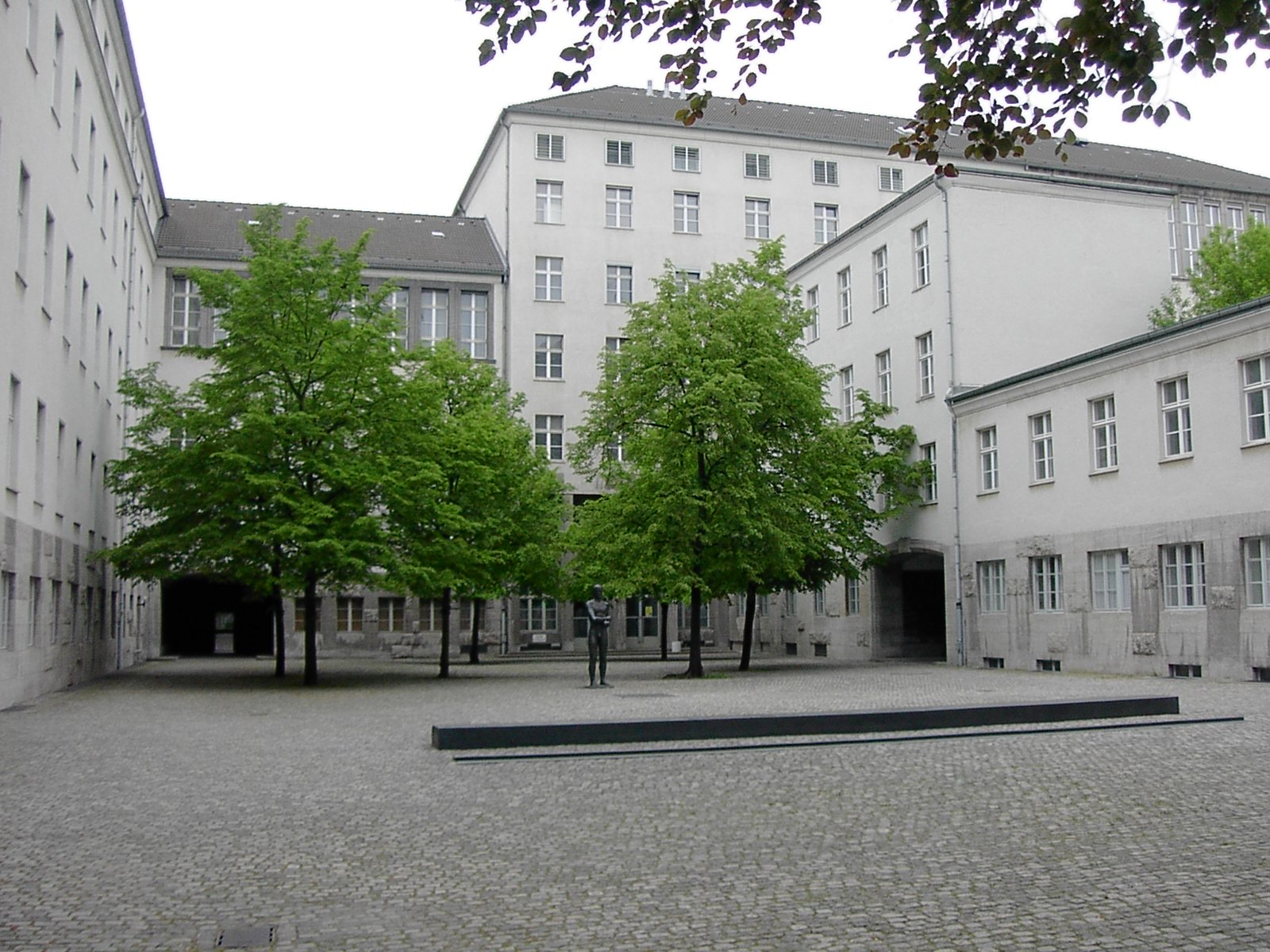
O pátio ao Bendlerblock onde Stauffenberg, Olbricht e outros foram executados.

Ao longo das semanas seguintes, a Gestapo, sob as ordens de um Hitler furioso, prendeu quase todos que tinham qualquer ligação com a conspiração. Durante as investigações, foram descobertos documentos que revelavam planos anteriores contra Hitler, em 1938, 1939 e 1943, levando a mais prisões, incluindo a do general Franz Halder, que terminou a guerra em um campo de concentração. Além disso, sob as novas leis de "culpa de sangue" (Sippenhaft) de Himmler, familiares dos conspiradores principais também foram presos, gerando um clima de medo entre os militares para evitar futuras traições.
A política de sippenhaft foi implementada como forma de controle sobre os soldados da Wehrmacht, ameaçando suas famílias caso tentassem se rebelar. Inicialmente aplicada de maneira caótica, a repressão se tornou mais sistemática a partir de fevereiro de 1945, quando uma ordem de Keitel determinou que os parentes de traidores poderiam ser condenados até à pena de morte. O historiador Robert Loeffel concluiu que essa política foi usada como um instrumento de terror para intimidar a população alemã, mas não foi aplicada de forma generalizada, sendo intensificada após o fracasso do atentado de 20 de Julho para manter um nível controlado de medo.

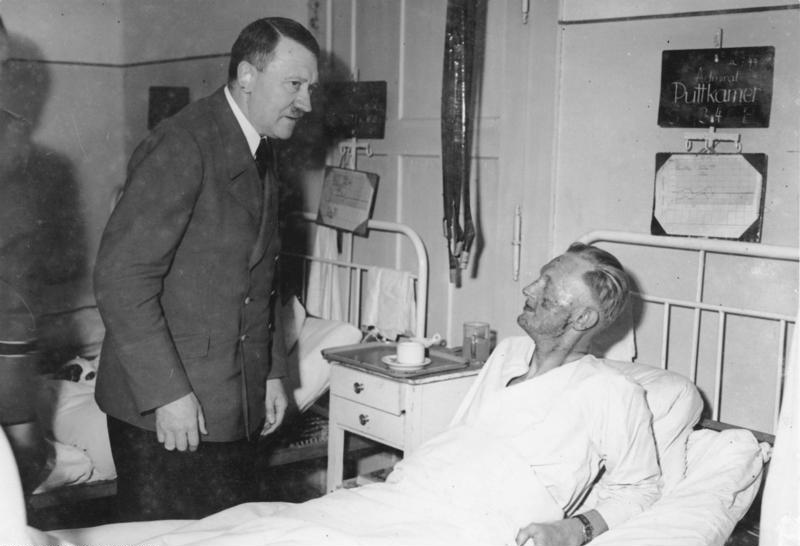
Hitler visita o almirante Karl-Jesko von Puttkamer no hospital Carlshof.

No geral, mais de 7 000 pessoas foram presas e 4 980 foram executadas, incluindo muitas que não estavam diretamente envolvidas na conspiração, pois a Gestapo aproveitou a oportunidade para eliminar suspeitos de oposição ao regime. Os conspiradores enfrentaram julgamentos no Tribunal do Povo, onde foram humilhados publicamente e condenados à morte, frequentemente por enforcamento. Alguns preferiram o suicídio antes da execução, como Tresckow, que se matou com uma granada, e Kluge, que foi acusado de saber do plano e não alertar Hitler. O tribunal militar de honra expulsou os oficiais envolvidos do exército antes de entregá-los ao Tribunal do Povo para sua condenação.
As execuções continuaram até os últimos dias da guerra, intensificadas após a descoberta do diário do almirante Wilhelm Canaris, que implicou ainda mais pessoas. Em abril de 1945, conspiradores como Dietrich Bonhoeffer e Hans von Dohnanyi foram mortos. Hitler, vendo sua sobrevivência como um "momento divino", criou uma medalha especial para os feridos no atentado. Como consequência do fracasso do golpe, todos os soldados da Wehrmacht foram obrigados a renovar seu juramento de lealdade pessoal a Hitler e a saudação militar tradicional foi substituída pelo "Heil Hitler".

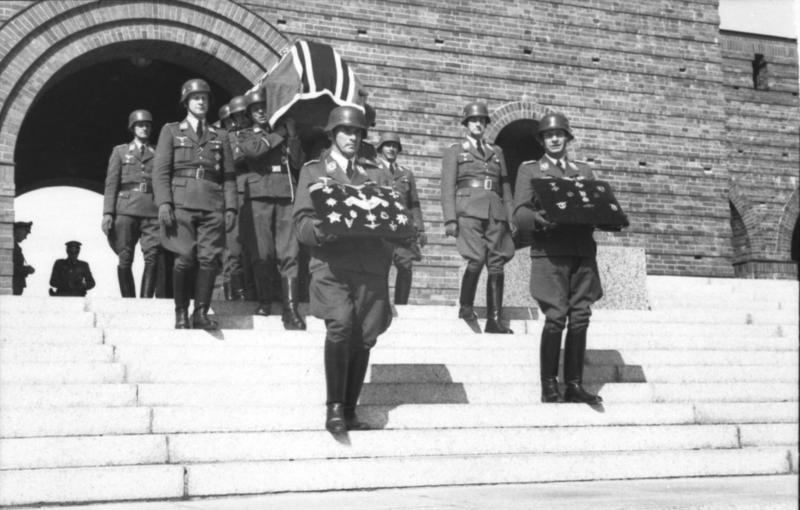
Funeral do general Korten at the Memorial de Tannenberg.

### Possível envolvimento de Rommel
A participação do Generalfeldmarschall Erwin Rommel na resistência militar contra Hitler e no atentado de 20 de julho de 1944 é incerta, pois a maioria dos líderes envolvidos não sobreviveu e há pouca documentação sobre os planos dos conspiradores. Historiadores têm opiniões divergentes sobre seu papel. Peter Hoffmann argumenta que Rommel se tornou opositor de Hitler e apoiou o golpe, mas não o assassinato. Já Ralf Georg Reuth sugere que os conspiradores podem ter interpretado erroneamente sua atitude ambígua como apoio ao atentado. Karl Strölin e outros conspiradores tentaram envolver Rommel na conspiração em 1944, utilizando Hans Speidel como intermediário. Rommel parecia favorável a negociações com os Aliados ocidentais, mas sua real participação na conspiração permanece incerta. Em maio, alguns conspiradores não o consideravam um aliado confiável, e, em julho, ele foi gravemente ferido em um ataque aéreo, ficando incapacitado no dia do atentado.
Rommel se opunha ao assassinato de Hitler, temendo que isso resultasse em guerra civil. Segundo sua viúva, ele defendia que Hitler fosse preso e julgado. Historiadores como Ian Becket e Richard J. Evans indicam que Rommel sabia da conspiração, mas não esteve ativamente envolvido. Após o fracasso do atentado, ele passou a ser suspeito devido a suas conexões com outros conspiradores e confissões obtidas sob tortura. Hitler, ciente da popularidade de Rommel, evitou um julgamento público que poderia gerar repercussão negativa e lhe ofereceu a opção de suicídio com cianeto ou um julgamento no tribunal nazista. Sabendo que isso significaria a condenação e perseguição de sua família, Rommel escolheu o suicídio em 14 de outubro de 1944. Ele recebeu honras militares e sua família foi poupada, mas a verdade sobre sua morte só veio à tona após a guerra.

## Novo Governo

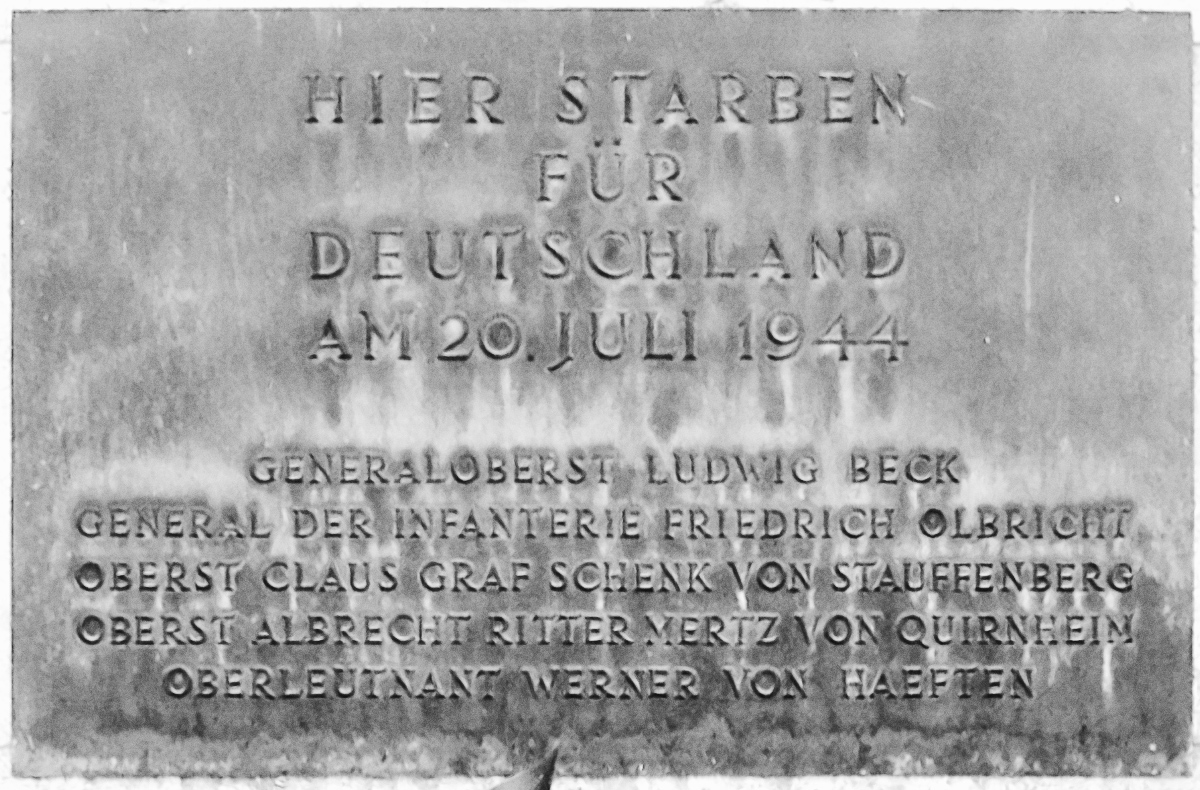
Memorial no Bendlerblock: "Aqui morreram pela Alemanha em 20 de julho de 1944" (seguido pelos nomes dos principais conspiradores).

Os conspiradores foram designados em posições em segredo para formar um governo que entraria em cargo público depois do assassinato de Hitler, já que na época o Führer não tinha um testamento político e não existiam outros partidos políticos a não ser o nazista. Por causa do fracasso do atentado, este governo nunca chegou ao poder e a maioria de seus sócios foi executada. Os seguintes oficiais seriam designados para estes papéis a partir de 22 de julho de 1944:
- Generaloberst Ludwig Beck (Exército) - o Presidente;
- Carl Goerdeler (Partido Nacional das Pessoas da Alemanha) - o Chanceler;
- Wilhelm Leuschner (Partido Social-Democrata da Alemanha) - o Vice-Chanceler;
- Paul Löbe (Partido Social-Democrata da Alemanha) - o Presidente do Reichstag;
- Julius Leber (Partido Social-Democrata da Alemanha) ou Eugen Bolz (Partido do Centro) - o Ministro do Interior;
- Friedrich Werner von der Schulenburg ou Ulrich von Hassell - Ministro do Exterior;
- Ewald Loeser - o Ministro de Finanças;
- Friedrich Olbricht (Exército) - o Ministro de Guerra;
- Hans Oster (Exército) - o Presidente do Reichskriegsgericht (Supremo Tribunal Militar);
- Hans Koch (Igreja Confessional) - o Presidente do Reichsgericht (Tribunal Supremo);
- Bernhard Letterhaus (comerciante católico) - o Ministro de Reconstrução;
- Karl Blessing - o Ministro da Economia ou Presidente do Reichsbank;
- Paul Lejeune-Jung (Partido Nacional das Pessoas da Alemanha) - o Ministro da Economia;
- Andreas Hermes (Partido do Centro) - o Ministro de Agricultura;
- Josef Wirmer (Partido do Centro) - o Ministro da Justiça;
- Albert Speer foi listado em várias notas dos conspiradores como possível Ministro de Armamentos.

## Comemoração e memória coletiva

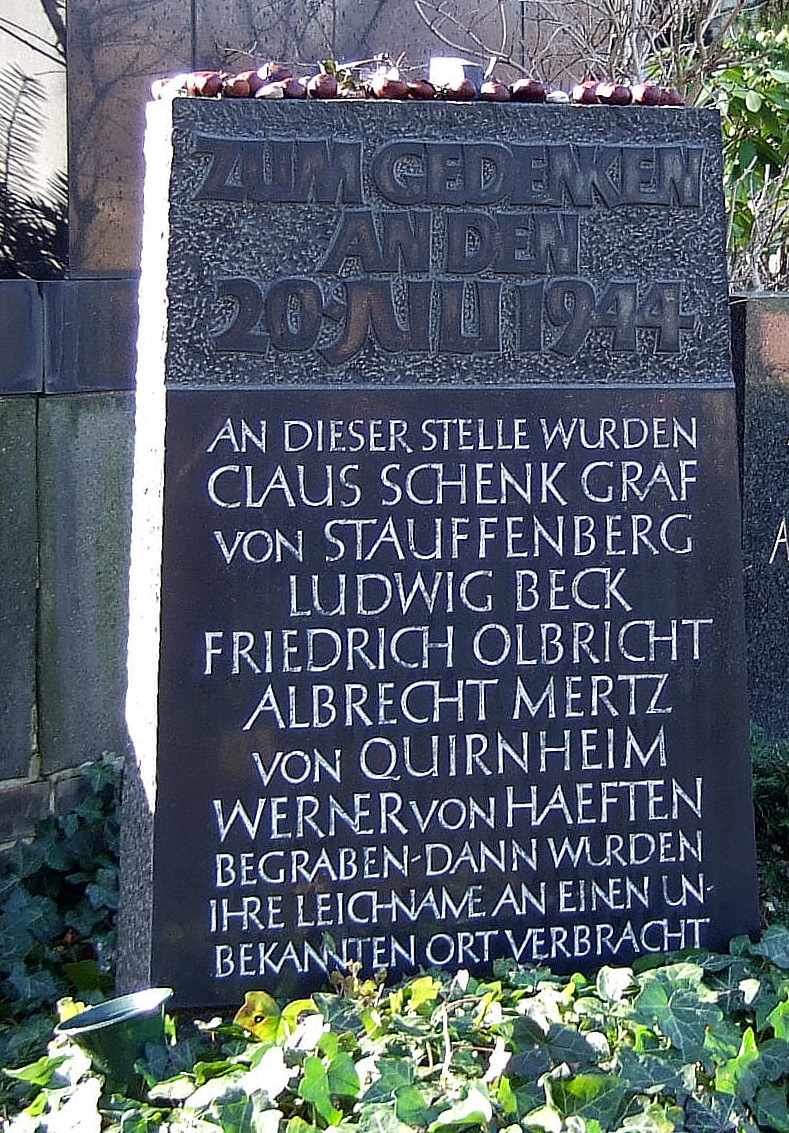
Memorial no cemitério (Alter St.-Matthäus-Kirchhof, em Berlim) onde os corpos foram enterrados, mas depois removidos para um local desconhecido.

Uma pesquisa realizada em 1951 pelo Instituto Allensbach revelou que "apenas um terço dos entrevistados tinha uma opinião positiva sobre os homens e mulheres que tentaram, sem sucesso, derrubar o regime nazista."
O "primeiro serviço memorial oficial para os combatentes da resistência do 20 de Julho" ocorreu no décimo aniversário do atentado, em 1954. Em seu discurso no evento, Theodor Heuss, o primeiro Presidente da República Federal da Alemanha, afirmou que "palavras duras" eram necessárias e que "houve casos de recusa em cumprir ordens que alcançaram grandeza histórica." Após esse discurso, a opinião pública na Alemanha começou a mudar. Ainda assim, em 1956, uma proposta para nomear uma escola em homenagem a Claus Schenk Graf von Stauffenberg foi rejeitada pela maioria dos cidadãos. Segundo o jornal Deutsche Welle (em 2014), a liderança comunista da Alemanha Oriental ignorou o atentado por décadas, principalmente porque os conspiradores conservadores e aristocráticos ao redor de Stauffenberg não se alinhavam ao ideal socialista.
A primeira cerimônia de comemoração em toda a Alemanha só ocorreu em 1990. Em 2013, o último sobrevivente da conspiração, Ewald-Heinrich von Kleist-Schmenzin, faleceu em Munique. Já em 2014, os combatentes da resistência eram amplamente considerados heróis na Alemanha, de acordo com o Deutsche Welle.

## Filmes sobre o atentado
- 1951: A Raposa do Deserto - James Mason como Rommel
- 1955: Es geschah am 20. Juli - Bernhard Wicki como  Stauffenberg (Docudrama)
- 1955: Der 20. Juli -  Wolfgang Preiss como Stauffenberg[61]
- 1967: A Noite dos Generais de Anatole Litvak
- 1968: Claus Graf Stauffenberg biography[62]
- 1988: War and Remembrance
- 1990: Stauffenberg—Verschwörung gegen Hitler
- 1990: The Plot to Kill Hitler - Brad Davis como Stauffenberg[63]
- 2004: Die Stunde der Offiziere - filme semi-documentário[64]
- 2004: Stauffenberg´- Sebastian Koch como Stauffenberg[65][66]
- 2008: Operação Valkyria - Tom Cruise como Stauffenberg